# Hünenberg
Hünenberg je obec ve švýcarském kantonu Zug. Žije zde přibližně 8 800 obyvatel.

## Geografie
Hünenberg leží v oblasti předhůří Alp mezi Zugským jezerem a řekou Reuss. Na západě sousedí Hünenberg s obcemi Dietwil, Oberrüti, Sins, Mühlau a Merenschwand v kantonu Aargau, na severu s obcemi Obfelden a Maschwanden v kantonu Curych, na východě s Chamem a na jihu s Risch v kantonu Zug. Trojmezí s kantony Aargau a Curych se nachází při ústí řeky Lorze do Reussu.
Nejvyšší bod obce se nachází v lese Chnodenwald ve výšce 495 m n. m., nejnižší v Reussspitzu ve výšce 388 m n. m.

## Historie

### Středověk
Jméno Hünenberg bylo poprvé zaznamenáno v roce 1173 u Waltera (Waltherus) von Hunberg. Ve 13. a zejména v první polovině 14. století se rytířský rod Hünenbergů vyvinul v nejvýznamnější ministeriální šlechtu v kantonu Zug s majetky a lény nejen na území Zugu, ale také v Lucernu, Aargau a u Curyšského jezera. Šlechtici z Hünenbergu postavili svůj rodový hrad na předchozím objektu v hradním lese při jihozápadním vstupu do obce.

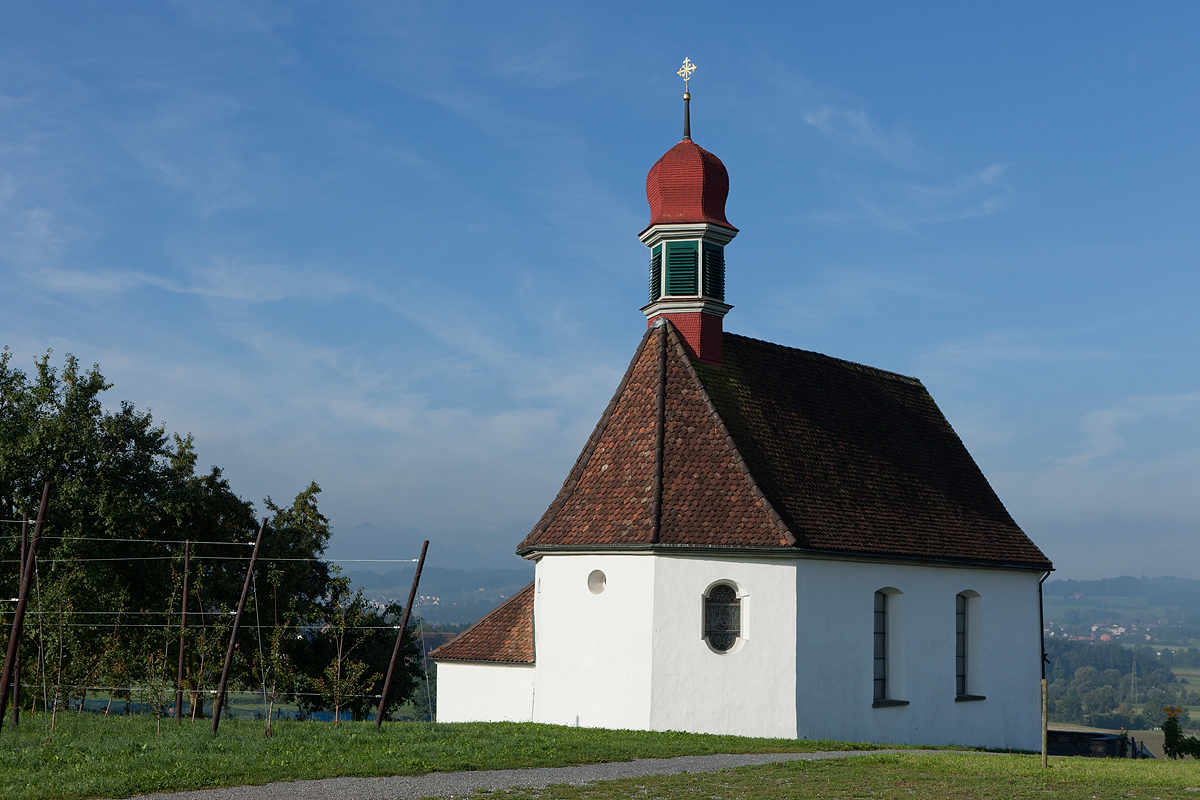
Tzv. vinařská kaple v Hünenbergu

V roce 1388 zpustošil Hünenberg a okolí odvetný nájezd Habsburků. Usedlosti byly vypleněny a lehly popelem. Obyvatelé Zugu pod vedením svého Ammanna Hanse von Hospental chtěli uloupené zboží Habsburkům vrátit. Na Štědrý den roku 1388 došlo k neúspěšné bitvě u Totenhalde, kde padlo 42 Zugských včetně vůdce Hanse von Hospental, pocházejícího z Hünenbergu.

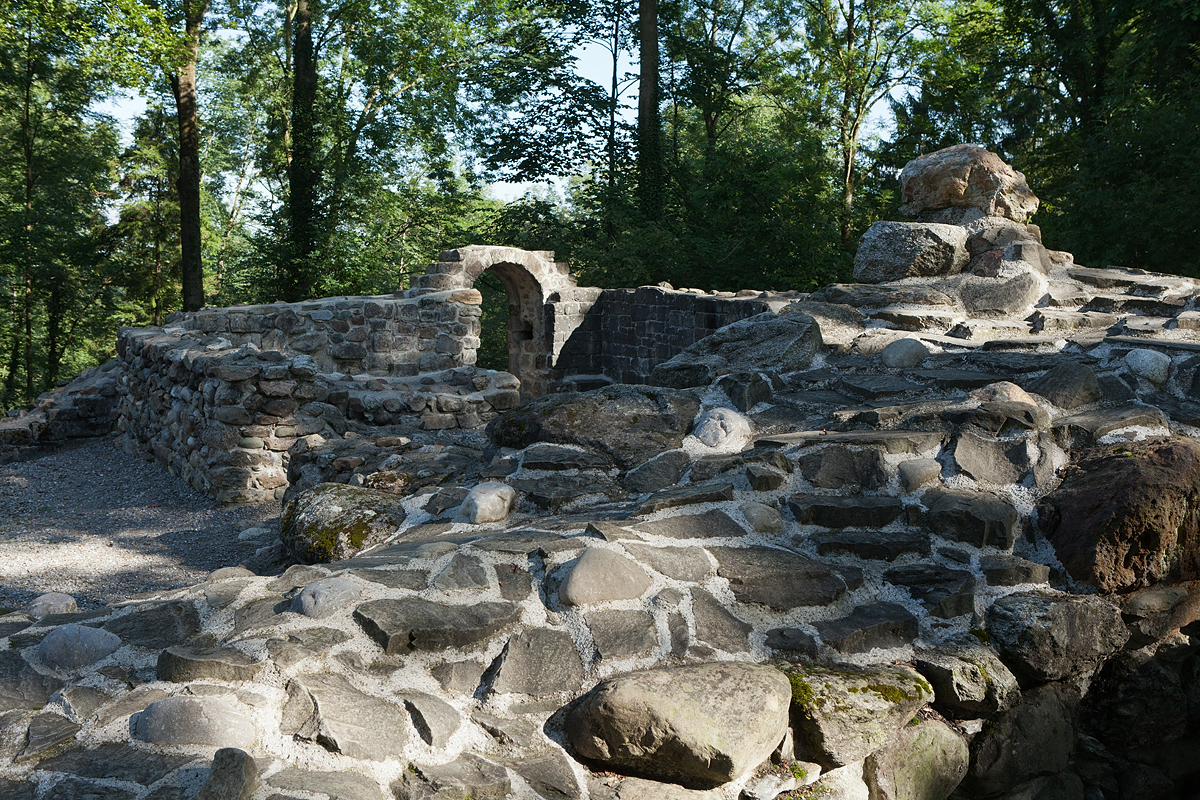
Ruiny hradu Hünenberg

V roce 1402 byl jako poslední obyvatel hradu Hünenberg jmenován rytíř Göpf II. Musel však brzy poté odejít. Dne 17. ledna 1414 prodal junker Hartmann VIII. von Bremgarten hradní stáje, pozemky, les a práva bratrům Jenni, Ulimu a Heini Bütlerovým, a také jejich bratranci Weltimu Bütlerovi ze Stadelmattu. V roce 1416 prodali Hartmann a Götz II. další majetek 50 hünenberským sedlákům. Tito předáci hünenberské obce jsou tedy označováni jako „soudruzi“. Na den svatého Šebestiána uzavřeli s městem Zug listinu, která zůstala hlavním základem politického života obce až do Francouzské revoluce. „Soudruzi“ uznávali občany Zugu za své pány, zachovávali si své dosavadní svobody, práva a zvyklosti, ale měli také právo požádat o to, aby se jejich vrchním rychtářem stal občan Zugu, kterého si sami vybrali. Spolu s ním rozhodovali o osudu obce. Hünenberg byl tedy oblíbeným fojtstvím města Zug. Ti, kteří se později v Hünenbergu usadili, byli označováni jako Beisassen (volně přeloženo jako „nevolníci“), kteří neměli volební ani hlasovací právo. Tento systém platil až do roku 1798.
V roce 1475 vysvětil kostel svatého Wolfganga, který pro město Zug postavil jihoněmecký stavitel Hans Felder, biskupský vikář Zehnder z Kostnice. Z kostela svatého Wolfganga se stalo hojně navštěvované poutní místo a poutní areál. V roce 1495 byly v osadě St. Wolfgang na hojně navštěvované obchodní cestě z Lucernu do Curychu postaveny dva hostince; v jednom z nich se nachází dnešní Rössli.

### Novověk

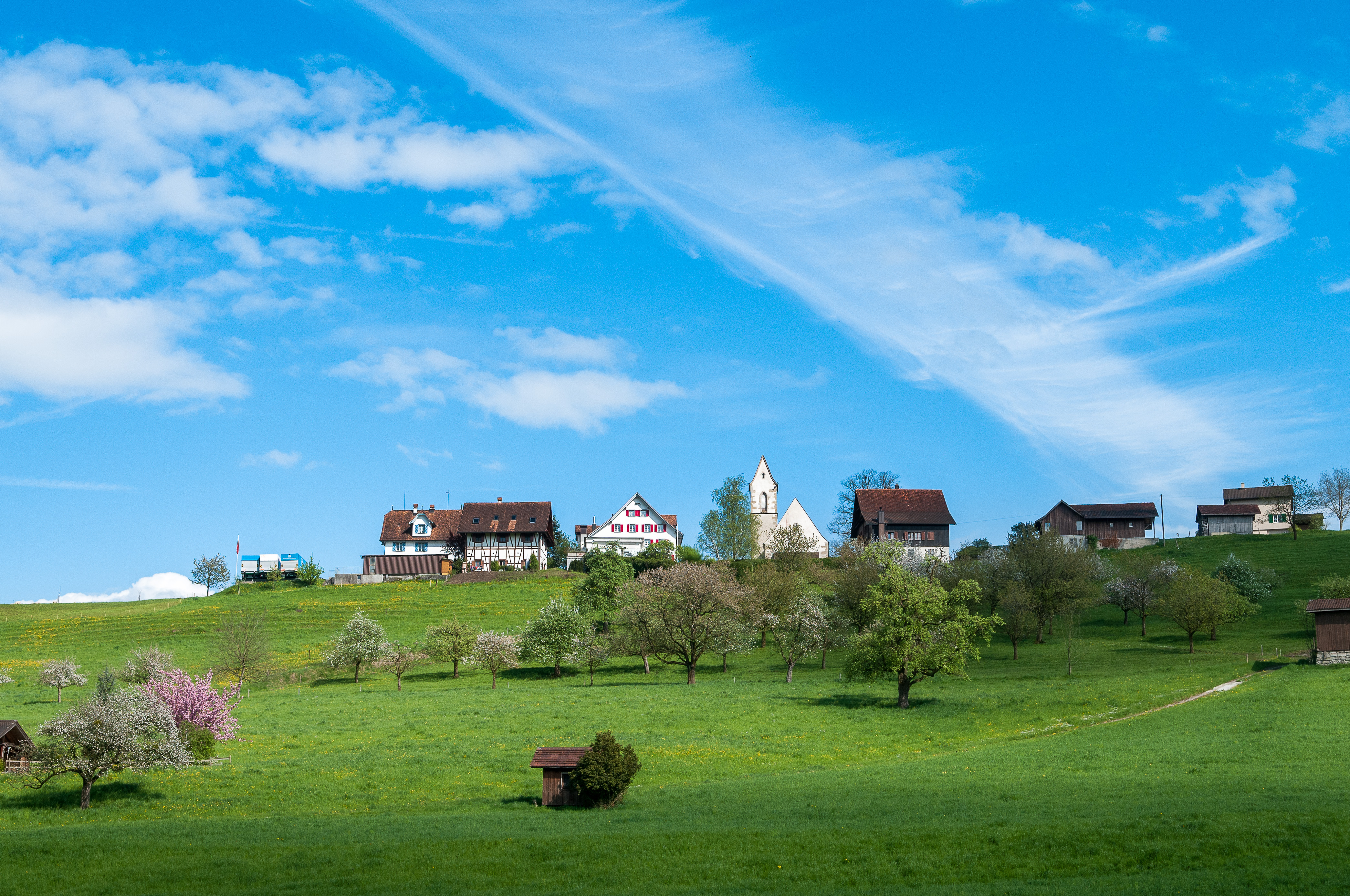
Osada St. Wolfgang

Nejstarší spolek v obci Hünenberg, Hünenberger Schützengesellschaft, byl založen v roce 1694.
Dne 11. února 1798 udělilo město Zug svobodu svým fojtstvím, mezi něž patřil i Hünenberg. Dne 29. dubna invazní Francouzi osadu Wart vyloupili. Stříbrné nádobí a různé dokumenty se ztratily. Následovala okupace francouzskými vojáky až do roku 1801. Jen v obcích Cham a Hünenberg bylo ubytováno 23 744 mužů a více než 3000 koní. Podle helvétské ústavy vznikaly nové politické obce z farností, proto Cham a Hünenberg vytvořily společnou obec.
Dne 1. dubna 1799 odhlasoval Hünenberg velkou většinou hlasů odtržení od Chamu. Prvním starostou nyní samostatné obce Hünenberg se stal Franz Basil Gretener. Obec Hünenberg vznikla v roce 1874. V roce 1896 byl v hostinci „Degen“ v Hünenbergu instalován první telefonní systém.

### 20. a 21. století

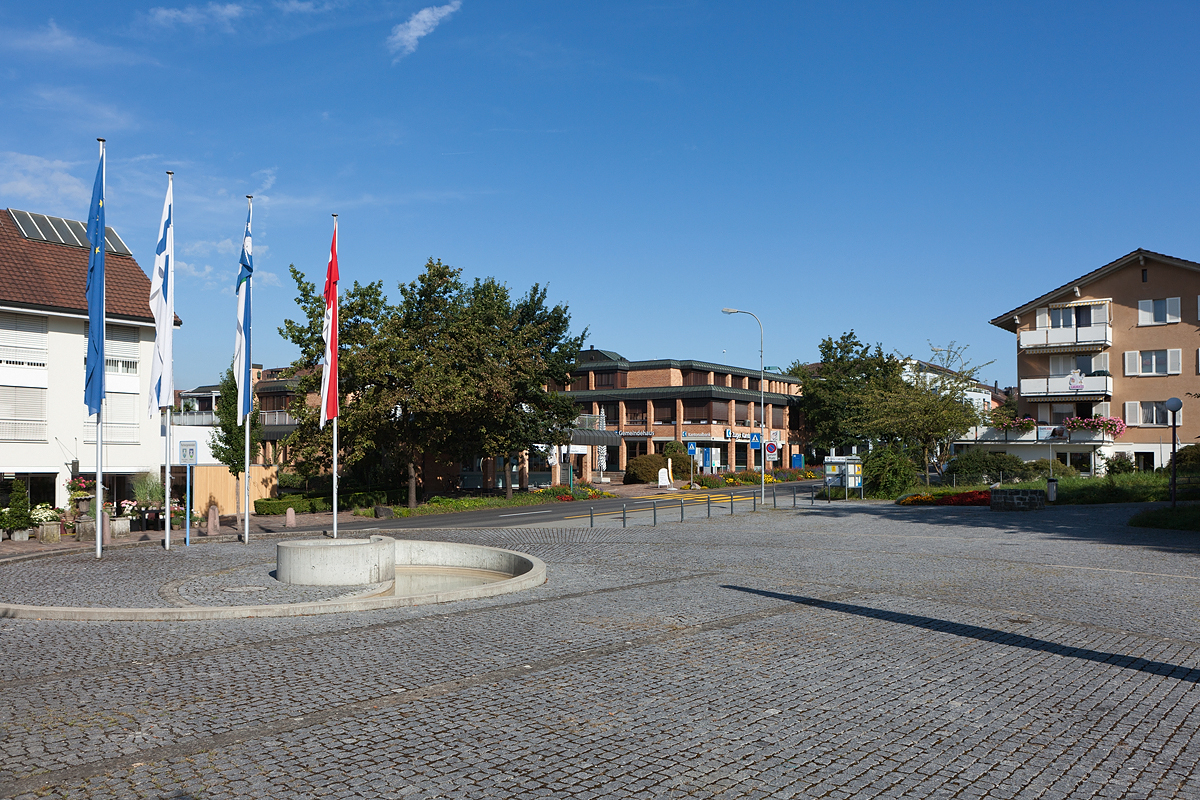
Centrum obce

V roce 1910 se řeka Reuss protrhla na různých místech mezi Drälikonem a Stadelmattem. V roce 1922 byla slavnostně otevřena vodní nádrž na Chnodenu. V roce 1933 byla slavnostně otevřena nová školní budova v Mattenu. V roce 1938 byla otevřena střední škola. V roce 1965 byl Hünenberg napojen na dopravní síť oblasti Zugerland (ZVB). V roce 1969 byla otevřena čistírna odpadních vod v Giessenu.
V roce 1971 byly v lokalitě Bösch postaveny první průmyslové budovy. V roce 1974 byla slavnostně otevřena budova střední školy. Byl otevřen lesní hřbitov. Otevřena byla také dálnice Gisikon–Cham.
V roce 1975 byl slavnostně otevřen katolický kulturní dům a kostel Svatého Ducha a kostel svatého Wolfganga oslavil 500. výročí svého založení. V roce 1979 byl otevřen nový obecní úřad na Chamerstrasse, nová pošta, pobočka Zuger Kantonalbank, policejní stanice, řeznictví a prodejna potravin. Historický vesnický hostinec Degen byl v roce 1991 přemístěn do skanzenu Ballenberg.
V roce 1998 se Hünenberg stal „evropskou obcí“. V roce 2003 bylo navázáno partnerství s městem Banská Štiavnica. V roce 2007 byla v Mattenu poprvé otevřena celodenní škola.
V roce 2022 byla po zhruba tříleté výstavbě za velké účasti obyvatel Hünenbergu slavnostně otevřena zrekonstruovaná a rozšířená budova školy.

## Obyvatelstvo
| Vývoj počtu obyvatel | Vývoj počtu obyvatel | Vývoj počtu obyvatel | Vývoj počtu obyvatel | Vývoj počtu obyvatel | Vývoj počtu obyvatel | Vývoj počtu obyvatel | Vývoj počtu obyvatel | Vývoj počtu obyvatel | Vývoj počtu obyvatel | Vývoj počtu obyvatel | Vývoj počtu obyvatel | Vývoj počtu obyvatel | Vývoj počtu obyvatel | Vývoj počtu obyvatel | Vývoj počtu obyvatel | Vývoj počtu obyvatel | Vývoj počtu obyvatel | Vývoj počtu obyvatel | Vývoj počtu obyvatel | Vývoj počtu obyvatel | Vývoj počtu obyvatel | Vývoj počtu obyvatel | Vývoj počtu obyvatel | Vývoj počtu obyvatel |
| -------------------- | -------------------- | -------------------- | -------------------- | -------------------- | -------------------- | -------------------- | -------------------- | -------------------- | -------------------- | -------------------- | -------------------- | -------------------- | -------------------- | -------------------- | -------------------- | -------------------- | -------------------- | -------------------- | -------------------- | -------------------- | -------------------- | -------------------- | -------------------- | -------------------- |
| Rok                  | 1771                 | 1798                 | 1817                 | 1830                 | 1836                 | 1847                 | 1850                 | 1860                 | 1870                 | 1880                 | 1888                 | 1900                 | 1910                 | 1920                 | 1930                 | 1941                 | 1950                 | 1960                 | 1970                 | 1980                 | 1990                 | 2000                 | 2010                 | 2020                 |
| Počet obyvatel       | 812                  | 894                  | 878                  | 915                  | 970                  | 1117                 | 1032                 | 1012                 | 1016                 | 1090                 | 919                  | 943                  | 1040                 | 1123                 | 1182                 | 1274                 | 1409                 | 1492                 | 1819                 | 4105                 | 5641                 | 6987                 | 8581                 | 8768                 |

Při sčítání lidu v letech 1749, 1754 a 1768 byly dnešní obce Cham a Hünenberg ještě společným panstvím. Pro rok 1771 však existuje údaj, který zahrnuje pouze dnešní území obce. Až do roku 1960 počet obyvatel každoročně rostl jen mírně (1771–1960: +73,5 %). Následovala mimořádně silná růstová fáze v letech 1970–2010 (+475,1 %), během níž se z malé obce stala obec aglomerační. Od roku 2010 roční tempo růstu počtu obyvatel prudce klesá. Přesto se počet obyvatel od roku 1771 zvýšil více než jedenáctkrát. To je typické pro kanton Zug, který v letech od roku 1945 zaznamenal enormní nárůst počtu obyvatel díky nízkým daním a blízkosti Curychu.

### Jazyky
Běžným jazykem je švýcarská němčina, vrcholně alemanský dialekt. Používají se také jazyky přistěhovalců z jiných jazykových oblastí ve Švýcarsku i v zahraničí.
Většina obyvatel (k roku 2000) hovořila německy (91,7 %), druhá nejčastější byla angličtina (1,8 %) a třetí francouzština (1,3 %).

### Náboženství

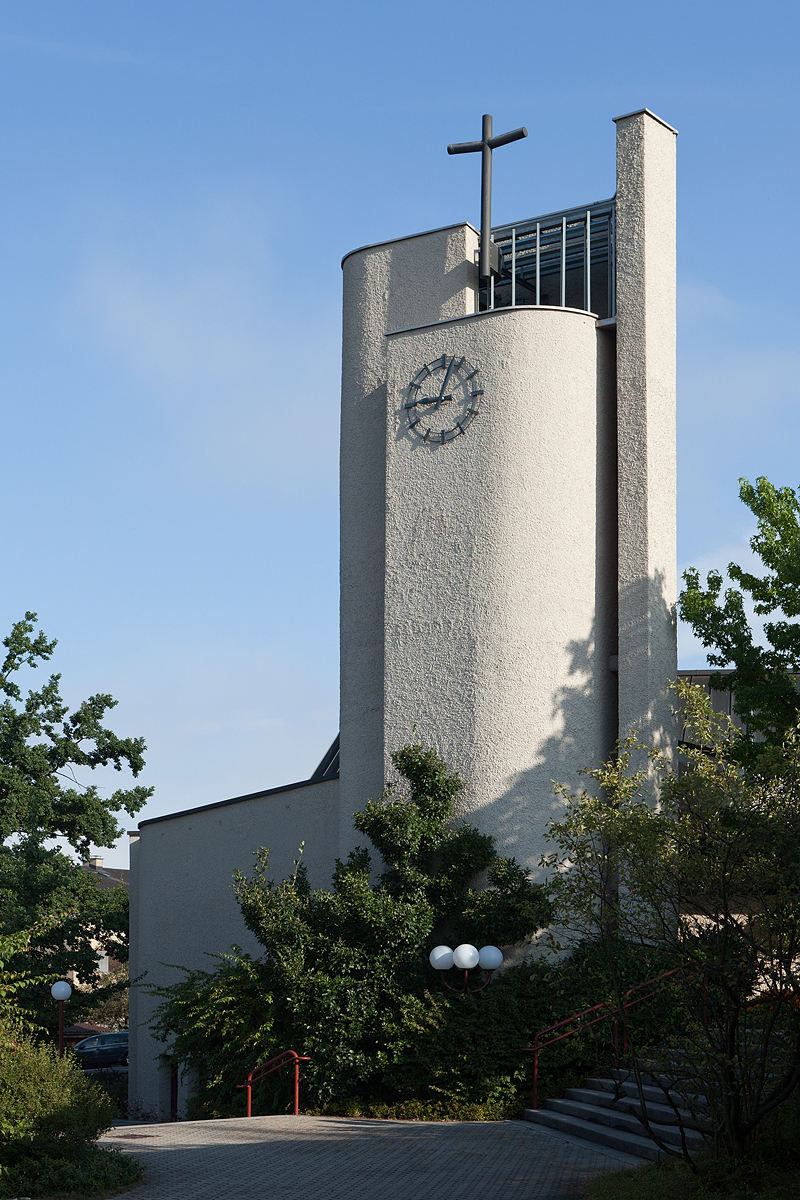
Moderní kostel v obci

V dřívějších dobách se všichni obyvatelé hlásili k římskokatolické církvi. V roce 1850 bylo všech 1032 obyvatel katolickými křesťany. Při posledním tradičním sčítání lidu v roce 2000 bylo z 6987 obyvatel 4482, tj. 64,15 %, katolíků a 1454, tj. 20,81 %, reformovaných křesťanů. Dále zde žilo 109 muslimů a 55 pravoslavných křesťanů. Celých 536 osob bylo bez vyznání a 173 osob neuvedlo své vyznání.

## Hospodářství

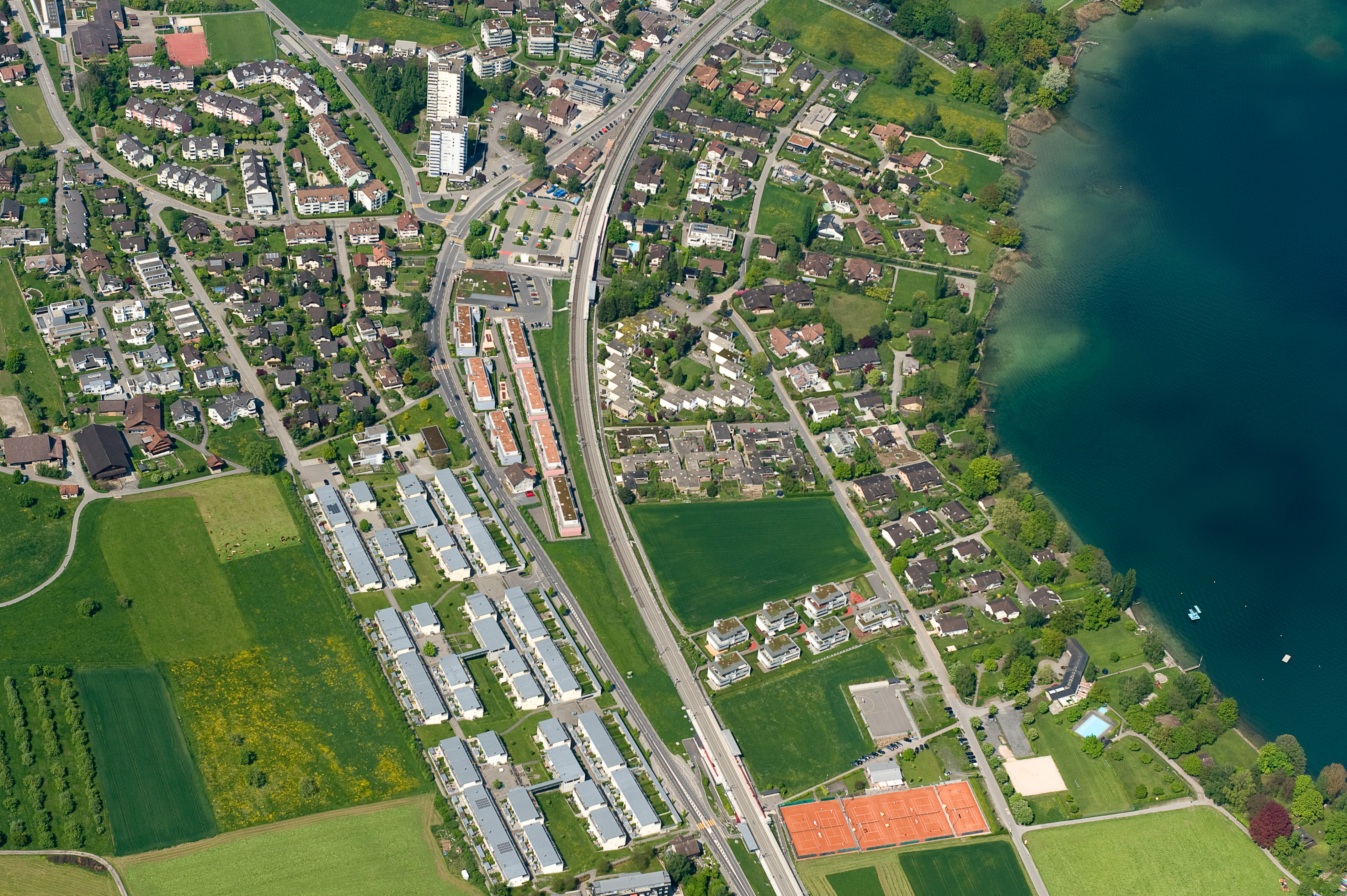
Místní část Hünenberg See

Hünenberg je součástí hospodářského regionu ZugWest. V obci sídlí společnosti Clear Channel Switzerland a Odlo Sports Group. V letech 1948 až 2017 provozovala ETH Curych na Chamau výzkumnou stanici v oblasti chovu hospodářských zvířat a živočišné výroby. Zemědělské družstvo Hünenberg bylo založeno v roce 1893 a od té doby se přejmenovalo na LANDI Hünenberg, Genossenschaft.
Zemědělství a řemesla byly dlouhou dobu hlavními hospodářskými odvětvími v Baaru. Po druhé světové válce se stále silněji rozvíjel sektor služeb. V roce 2021 pracovala většina zaměstnanců právě ve službách, následoval průmysl a obchod (sekundární sektor). Zemědělství/lesnictví/rybolov (primární sektor), které dominovalo až do 20. století, má nyní jen malý význam.

## Doprava
Od prosince 2004 je Hünenberg napojen na železniční veřejnou dopravu linkou S1 systému S-Bahn Zug. Autobusové linky provozované společností Zugerland Verkehrsbetriebe spojují město s Chamem a Rotkreuzem. Cham má železniční stanici na trati Zug–Lucern. Cesta do Zugu trvá 7 minut.
Obcí prochází hlavní silnice č. 368 a východně od obce vede dálnice A4/A14.

## Partnerské obce
- Banská Štiavnica, Slovensko, od roku 2004
- Marly, Švýcarsko, od roku 2012